# سانتوري دي سانتاروسا

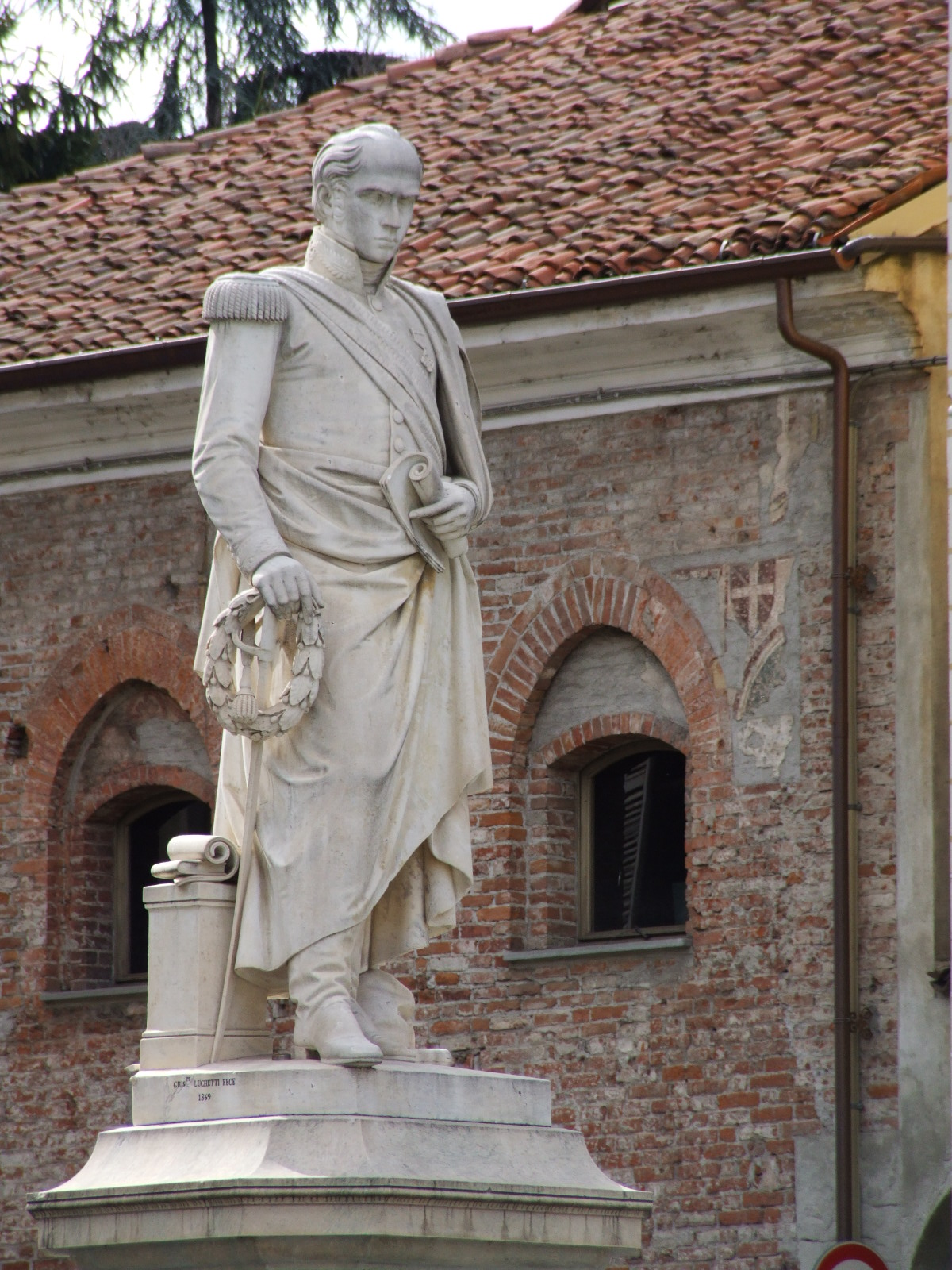
تمثال سانتاروزا في سافيليانو.

سانتوري اننيبال دي روسي دي بومارولو، كونت سانتا روزا (18 نوفمبر/ تشرين الثاني 1783 سافيليانو - 8 مايو/ أيار 1825) عسكري إيطالي و من الرواد خلال حملات توحيد إيطاليا و خدم في صفوف جيش مملكة سردينيا.